# Mörtgölen (Gladhammars socken, Småland)
Mörtgölen är en sjö i Västerviks kommun i Småland och ingår i Botorpsströmmens huvudavrinningsområde. Sjön är 15,6 meter djup, har en yta på 0,107 kvadratkilometer och befinner sig 32,6 meter över havet.

## Delavrinningsområde
Mörtgölen ingår i det delavrinningsområde (639305-153698) som SMHI kallar för Utloppet av Maren. Medelhöjden är 46 meter över havet och ytan är 9,25 kvadratkilometer. Räknas de 45 avrinningsområdena uppströms in blir den ackumulerade arean 932,48 kvadratkilometer. Avrinningsområdets utflöde Botorpsströmmen (Tynnsån) mynnar i havet. Avrinningsområdet består mestadels av skog (79 procent). Avrinningsområdet har 0,84 kvadratkilometer vattenytor vilket ger det en sjöprocent på 9 procent.